# Хадријан
Хадријан, пуним именом након усиновљења Публије Елије Трајан Хадријан (лат. Publius Aelius Traianus Hadrianus; рођен 76. године н. е., ступио на престо 117. године, умро 138. године), био је римски цар, наследник и посинак Трајанов, припадник антонинске династије и трећи у низу "петорице добрих царева“. Извршио је значајне реформе у Римском царству и утврдио границе у Германији и Британији, где је подигао Хадријанов бедем за заштиту од упада Пикта. Био је велики поштовалац грчке културе и покровитељ уметности, писао је стихове, вајао и сликао.

## Биографија

### Младост и долазак на власт
Рођен је у хиспанском у граду Севиљи, у породици која је порекло водила из италске покрајине Пиценума, и био у далеком сродству с Трајаном, јер је био унук сестре Трајановог оца. Трајан никада није званично одредио свога наследника, чак према Хадријану био је прилично хладан. Разлог је био Хадријанов карактер, по много чему супротан од царевог. За Хадријана се говорило да је био извештачен, углађен, себичан и ташт. Међутим захваљујући упливу жена, узорном држању пре свега спрам цареве супруге, Хадријан је постао цар. Трајанова удовица Плотина тврдила је да је Трајан на самрти прогласио Хадријана за наследника и свога посинка.
Пошто је био Трајанов штићеник, Хадријан је био најближи томе да наследи престо иако га Трајан није званично усвојио, то је учинио тек на самрти, и по неким изворима, на инсистирање супруге Плотине која је подржавала Хадријана. Пошто је документ потписала сама Плотина, могуће је да је Трајан већ био мртав.
Млади Хадријан је по свом пореклу и пре него што је постао цар, вршио високе функције. Био је царски намесник за обе Паноније.
Кад је чуо за Трајанову смрт Хадријан се вратио из Антиохије да би сахранио цара. Тело је пренео у Рим, а војски је дао уобичајени двоструки дар приликом свог наступа на престол. Тако је био устоличен и признат за римског цара без трзавица. Осигуравши подршку у сенату уклонивши Лусија Квијета, популарног генерала блиског Трајану, Хадријан је консолидовао свој положај. Одмах се посветио сузбијању јеврејске побуне а потом лично је дошао на дунавску границу царства и постарао за тамошње послове. 
Хадријанова владавина највећим делом остала је мирна, за разлику од Трајанове експанзионистичке политике, Хадријан се одлучио за одбрану постојећих граница. 
Оваква политика подразумевала је подизање јаких утврђења на границама царства. Најпознатији такав подухват јесте изградња зида на северу данашње Енглеске, познатог као Хадријанов зид. На Дунаву и Рајни подигнут је низ утврђења и постаја. Хадријанова политика тежила је миру кроз демонстрацију римске моћи која је имала да учини утисак на потенцијалне непријатеље и одврати их од напада.
Историчари описују Хадријана као најсвестранијег римског цара, склоног космополитизму. Цар је често волео да демонстрира своје интелектуалне вештине а највише је ценио уметност чији је био велики покровитељ. Његова вила код Тибура (данас Тиволи) најфинији је пример александријског врта у римској архитектури. 
Један од најпознатијих грађевинских потхвата за време Хадријанове владавине је обнова старог Агрипиног пантеона који је уништен у пожару 80. године. Пантеон је данас један од најочуванијих и најпознатијих грађевина старог Рима и доказ римских градитељских вештина и достигнућа у техници. 
Иако је Пантеон дело славног архитекте Аполодора из Дамаска, постоји могућност да је и сам Хадријан учествовао у пројектовању грађевине будући да се веома интересовао за архитектуру.
Сам Хадријан писао је поезију на латинском и грчком језику а написао је и детаљну аутобиографију. 
Хадријан, страствени хеленофил, први је римски император после Нерона (који је такође био велики љубитељ грчке културе) који је носио браду (што ће следити скоро сви императори након њега), али не због љубави према грчкој култури, већ због постојећег тренда. У Атини је од Хадријана, који је и ту боравио, остало градитељских трагова, мање-више оштећених временом. Један од њих је Хадријанова капија, са натписима. 
Као заштитник хеленистичке културе, Хадријан је био упознат са делима филозофа Епиктета, Хелиодорија и Фаворина. Иако није укинуо ропство, Хадријан је изменио правни систем да би ублажио тежак положај робова и забранио је мучење. Ипак, он спада у ред римских императора који су обожавали сурове гладијаторске борбе. Многи каснији историчари сматрају Хадријана мудрим и праведним владарем, Шилер га је назвао "Првим слугом царства" а британски историчар Едвард Гибон диви се његовим "огромном и непресушном генију", 1776. рекао је да је Хадријаново доба део "Најсрећнијег доба у људској историји." 

### Владавина, 117—138.
За време своје владавине, Хадријан је неуморно путовао својом пространом империјом, обилазећи провинције и вршећи инспекцију граница. Више од половине владавине провео је изван Италије, док је већина његових претходника напуштала Рим само због војних похода. Супротно томе, путовања су постала саставни део Хадријановог стила владавине.
Године 130., Хадријан је посетио рушевине Јерусалима и у римској провинцији Јудеји која је претрпела велика разарања током Првог јеврејско-римског рата (66—73. н.е.). Хадријан је обновио град, и намеравао да обнови и Јерусалимски храм, уништен 70. године али је од тога одустао и на месту старог јеврејског храма подигнут је храм посвећен Јупитеру. Напослетку је Хадријанова анти-јеврејска политика довела до великог устанка Јевреја, које је предводио Шимон бар Кохба. Римски губици били су велики а могуће да је уништена и цела једна легија. Побуна је угушена 135. а према Диону, рат је изазвао смрт 580.000 Јевреја, 50 утврђених вароши а 985 села сравњено је са земљом.
Цар Хадријан је значајан и за Београд (Сингидунум). Он је Београд побољшао и ојачао као утврђени војни логор. Наставио је дело свог претходника цара Трајана. Сингидунум се од тада почео развијати и као насељено место (град).
Хадријан је такође заслужан за значајне промене у цивилној управи. Витезови више нису морали обављати војне дужности да би напредовали у каријери, а многи од њих су ушли у царску бирократију. Формалне су титуле обележавале различите степене витешког достојанства: прокуратор је био vir egregius, обичан префект vir perfectissimus, префект преторија vir eminentissimus, што је очигледно била паралела сенаторској титули vir clarissimus. Од Хадријана витезови замењују ослобођенике на двору и у царевим канцеларијама, а појављују се и у Хадријановом царском савету (consilium principis).
Важну Хадријанову меру представљало је и издавање тзв. Вечитог едикта (Edictum perpetuum): по Хадријановом налогу истакнути правник Салвије Јулијан ревидирао је преторске едикте, начинио избор и систематисао оно што је сачувало значај за то време. Кодификација је завршена издавањем „Вечитог едикта“, у коме су здружени едикти градског претора и претора перегрина; на крају је донесен едикт курулних едила. Први део бавио се судским поступком пред магистратом, други правним формулама и грађанским парницама, док је трећи део садржавао прописе о судским решењима и њиховом извршавању. У правној је сфери значајна је Хадријанова одлука да суђења по грађанским парницама у Италији повери четворици конзулара. То је положај Италије учинило веома сличним положају провинција; Хадријанова намера, међутим, није била да умањи статус Италије, већ да све делове царства учини подједнако важним. За један део царства био је посебно заинтересован: много је времена провео у Грчкој, где је наредио да се посебно раскошно украси град Атина. Овај римски цар је установио и звање правобраниоца (advocatus fisci), царског службеника који је заступао правне интересе царства у судским споровима.
Последње године живота Хадријан је провео у Риму. Он је одржавао добре односе са сенатом, који му, међутим, никада није у потпуности веровао. Његова је спољна политика изгледала нехеројска, његов космополитизам неримски, а његове реформе сматране су мешањем у традиционалне надлежности сената. Поред тога, током последње две године своје владавине понекад се цар понашао ћудљиво и тирански. Како је његово здравље било све лошије, Хадријан се окренуо питању одабира наследника. Као и Август, није имао сопственог сина, па је грчевито трагао за наследником. Након што је погубио свог јединог мушког рођака, усвојио је 136. године једног од конзула Луција Цејонија Комода, који је узео име Луције Елије Цезар. Он је, међутим, ускоро умро, па је Хадријан 138. године изабрао богатог сенатора без деце, Тита Аурелија Антонина, коме је била 51 година. Антонин је служио као један од пет царских легата у Италији и као проконзул провинције Азија. Добио је 138. године трибуницијске моћи и империјум, чиме је и званично постао Хадријанов наследник. Да би осигурао будућност династије, Хадријан је од будућег цара Антонина још тражио да усвоји двојицу честитих младића. Били су то: 17-годишњи Марко Аније Вер, нећак Антонинове жене (и унук истоименог утицајног сенатора, Хадријановог блиског пријатеља) и Луције Елије Аурелије Комод, син Елија Цезара.
Када је Хадријан ускоро потом умро, сенат је одбио да га деификује. Да би то постигао, Антонин је морао уложити знатне напоре. Према некима, управо је због те оданости према поочиму Антонин добио надимак Пије (Pius = Побожни).
Антички извори наводе да су последње Хадријанове године обележене сукобима и несрећом. Дуготрајна болест одвела је цара у депресију и неколико пута је покушао самоубиство. 
Хадријан је умро 10. јула 138. године у својој вили у месту Баје, у 62. години.